# Teolîn, Monastîrîșce
Teolîn (în ucraineană Теолин) este o comună în raionul Monastîrîșce, regiunea Cerkasî, Ucraina, formată numai din satul de reședință.

## Demografie
Componența lingvistică a comunei Teolîn
     Ucraineană (98,53%)
     Alte limbi (1,47%)
Conform recensământului din 2001, majoritatea populației comunei Teolîn era vorbitoare de ucraineană (98,53%), existând în minoritate și vorbitori de alte limbi.